# Golden Horses
Golden Horses ist ein US-amerikanischer Kurzfilm von Tom Cummiskey und William Shorz aus dem Jahr 1946.

## Handlung
Der Film zeigt in dokumentarischen Farbaufnahmen die Schönheit der Palomino-Pferde von Kansas.

## Produktion
Golden Horses wurde in Technicolor gedreht und erschien im Rahmen der Reihe Sports Review von 20th Century Fox. Der Film erhielt am 26. April 1946 einen Copyright-Eintrag. Erzähler ist Ed Thorgersen.

## Auszeichnungen
Golden Horses wurde 1947 für einen Oscar in der Kategorie Bester Kurzfilm (One-Reel) nominiert, konnte sich jedoch nicht gegen Facing Your Danger durchsetzen.